# Asociación Costarricense de Astronomía
La Asociación Costarricense de Astronomía (también llamada Acodea) es una organización sin fines de lucro que se dedica a la difusión de la astronomía en la Costa Rica y a la observación aficionada del cielo nocturno. 

## Historia
Esta organización se fundó el 26 de noviembre de 1988, por un grupo de astrónomos aficionados costarricenses liderados por el físico José Alberto Villalobos. Este grupo nació motivado por la acogida que tuvo el paso del Cometa Halley en el año 1986. 
Se inició reuniéndose los miércoles en la Escuela de física de la Universidad de Costa Rica, los motivos generalmente eran escuchar charlas impartidas por otros miembros comentar diferentes temas, además de organizar regulares salidas de observación. También se emitió un boletín bimensual llamado "Polaris".  Después hubo un periodo de inactividad que casi lleva a la desaparición de dicho grupo hasta que en el 2001 resurge con un nuevo empuje.

## Actualidad
Actualmente esta asociación organiza en conjunto con la Universidad de Costa Rica la actividad llamada “Telescopios en la Acera” que se realiza los primeros martes de cada mes entre diciembre y abril, en las instalaciones del Planetario de la Universidad de Costa Rica. Además de organizar el "Día Nacional de la Astronomía" cada año en Costa Rica en conjunto con el Museo Nacional de Costa Rica.